# Stanisław Peliński
Stanisław Peliński (ur. 31 października 1893 we Lwowie, zm. 9 lutego 1957 w Łodzi) – polski bibliotekarz, nauczyciel i doktor nauk humanistycznych, pierwszy dyrektor Biblioteki Głównej Politechniki Łódzkiej w latach 1950-1957.

## Życiorys
Ukończył studia na Uniwersytecie im. Jana Kazimierza na wydziale Filozoficznym. W 1916 roku otrzymał tytuł doktora nauk humanistycznych. W czasie wybuchu I wojny światowej przebywał we Włoszech, gdzie prowadził badania naukowe, które następnie kontynuował w Zurychu, w Szwajcarii. W 1916 roku powrócił do Lwowa po odbiór dyplomu, co wiązało się z przerwaniem badań. Przyczyną był zakaz opuszczania kraju, zaś po wojnie – trudności z przedostaniem się do Szwajcarii. Do wybuchu II wojny światowej był zatrudniony jako asystent w Bibliotece Zakładu Ossolińskich we Lwowie, w dalszej kolejności jako nauczyciel w lwowskim, następnie bydgoskim gimnazjum klasycznym, po czym objął stanowisko okręgowego instruktora języka polskiego Kuratorium Poznańskiego i Pomorskiego (od 1936 r. przeniesiony na równorzędne stanowisko instruktorskie w Poznańskim Okręgu Szkolnym). W latach 1921–1938 wielokrotnie wyjeżdżał do Anglii, Niemiec, Francji i Szwajcarii dla prowadzenia dalszych badań naukowych.
W 1939 roku został aresztowany przez Niemców i osadzony na 3 miesiące w więzieniu, następnie w obozie koncentracyjnym w Poznaniu. Po kilku tygodniach przedostał się do Warszawy, gdzie przebywał do końca wojny wykładając na tajnych kursach i prowadząc poradnię psychologiczną.
Po odzyskaniu niepodległości trafił do Łodzi. Na wniosek Kuratorium Okręgu Szkolnego objął stanowisko dyrektora XVI, a po jego likwidacji IV Państwowego Gimnazjum i Liceum. Na tym stanowisku pracował do 1950 roku. Od listopada 1946 roku prowadził wykłady z literatury i języka polskiego na Kursie Wstępnym w Politechnice Łódzkiej. We wrześniu 1950 zaproponowano mu funkcję kierownika Biblioteki Głównej Politechniki Łódzkiej. Otrzymał zatrudnienie na stanowisku pracownika kontraktowego, zaś w listopadzie 1950, po zaliczeniu do grona samodzielnych pracowników naukowych, Stanisław Peliński został mianowany na stanowisko pierwszego dyrektora Biblioteki Głównej PŁ.
Lata jego zarządzania biblioteką to okres intensywnego rozwoju – mimo niesprzyjających czasów i ograniczonych zasobów. Dbał o doskonalenie zawodowe kadry, organizował zebrania, odczyty i comiesięczne biblioteczno-bibliograficzne  szkolenia wewnętrzne, brał udział w opracowaniu materiałów dydaktycznych potrzebnych bibliotekarzom. Kierował pracami nad "Bibliografią Retrospektywną polskiego piśmiennictwa włókienniczego", zbieraniem materiałów do „Spisu publikacji pracowników Politechniki Łódzkiej”, sprawował opiekę nad bibliotekami zakładowymi. Dążył do uregulowania i standaryzacji typowych, bibliotecznych czynności (tworzenie katalogów z użyciem znormalizowanych, zalecanych przez PKN kart katalogowych, budowa katalogu według systemu Klasyfikacji Dziesiętnej). Zmarł w lutym 1957 roku, po ciężkiej i długotrwałej chorobie.
Pozostawił po sobie dorobek naukowy w postaci 36 publikacji, głównie z zakresu filozofii i psychologii, wydanych w kraju i za granicą. Biegle władał językiem angielskim, francuskim, niemieckim i włoskim, a także czeskim i rosyjskim.
Został pochowany na Starym Cmentarzu w Łodzi.